# Campeonato Europeu de Natação de Velocidade de 1994
O Campeonato Europeu de Natação de Velocidade de 1994 foi a 4ª edição e última do evento organizado pela Liga Europeia de Natação (LEN). A competição foi realizada entre os dias 3 e 4 de dezembro de 1994 em Stavanger na Noruega. A partir da próxima edição o campeonato passou a se chamar Campeonato Europeu de Natação em Piscina Curta.

## Medalhistas
Esses foram os resultados da competição. 
Masculino
| Evento         | Ouro                         | Ouro    | Prata                       | Prata   | Bronze                       | Bronze  |
| 50 m Livre     | Krzysztof Cwalina · Polónia  | 22.01   | Joakim Holmqvist · Suécia   | 22.50   | Silko Günzel · Alemanha      | 22.53   |
| 50 m Costas    | Jirka Letzin · Alemanha      | 25.47   | Zsolt Hegmegi · Suécia      | 25.72   | Miloslav Dolnik · Eslováquia | 25.93   |
| 50 m Peito     | Mark Warnecke · Alemanha     | 27.58   | Ron Dekker · Países Baixos  | 27.61   | Dmitri Volkov · Rússia       | 27.95   |
| 50 m Borboleta | Jonas Åkesson · Suécia       | 24.25   | Carlos Sanchez · Espanha    | 24.34   | Dirk Vandenhirtz · Alemanha  | 24.55   |
| 100 m Medley   | Denislav Kaltchev · Bulgária | 55.51   | Christian Keller · Alemanha | 55.88   | Grigory Matuskov · Rússia    | 57.31   |
| 4x50 m Livre   | Suécia                       | 1:27.62 | Alemanha                    | 1:29.09 | Croácia                      | 1:30.71 |
| 4x50 m Medley  | Alemanha                     | 1:38.01 | Suécia                      | 1:39.38 | Croácia                      | 1:41.19 |

Feminino
| Evento         | Ouro                          | Ouro    | Prata                          | Prata   | Bronze                         | Bronze  |
| 50 m Livre     | Sandra Völker · Alemanha      | 25.29   | Angela Postma · Países Baixos  | 25.52   | Sue Rolph · Reino Unido        | 25.55   |
| 50 m Costas    | Sandra Völker · Alemanha      | 27.96   | Dagmara Komorowicz · Polónia   | 28.85   | Martina Moravcová · Eslováquia | 28.86   |
| 50 m Peito     | Emma Igelström · Suécia       | 32.13   | Elin Austevoll · Noruega       | 32.14   | Terrie Miller · Noruega        | 32.43   |
| 50 m Borboleta | Angela Postma · Países Baixos | 27.48   | Martina Moravcová · Eslováquia | 27.84   | Julia Voitowitsch · Alemanha   | 27.92   |
| 100 m Medley   | Louise Karlsson · Suécia      | 1:01.89 | Sue Rolph · Reino Unido        | 1:02.21 | Daniela Hunger · Alemanha      | 1:02.48 |
| 4x50 m Livre   | Alemanha                      | 1:41.20 | Suécia                         | 1:42.32 | Países Baixos                  | 1:42.45 |
| 4x50 m Medley  | Alemanha                      | 1:53.58 | Rússia                         | 1:54.21 | Suécia                         | 1:54.51 |

## Quadro de medalhas
| Ordem | País          | Medalha de ouro | Medalha de prata | Medalha de bronze | Total |
| ----- | ------------- | --------------- | ---------------- | ----------------- | ----- |
| 1     | Alemanha      | 7               | 2                | 4                 | 13    |
| 2     | Suécia        | 4               | 4                | 1                 | 9     |
| 3     | Países Baixos | 1               | 2                | 1                 | 4     |
| 4     | Polónia       | 1               | 1                | 0                 | 2     |
| 5     | Bulgária      | 1               | 0                | 0                 | 1     |
| 6     | Rússia        | 0               | 1                | 2                 | 3     |
| 6     | Eslováquia    | 0               | 1                | 2                 | 3     |
| 8     | Reino Unido   | 0               | 1                | 1                 | 2     |
| 8     | Noruega       | 0               | 1                | 1                 | 2     |
| 10    | Espanha       | 0               | 1                | 0                 | 1     |
| 11    | Croácia       | 0               | 0                | 2                 | 2     |
| Total | Total         | 14              | 14               | 14                | 42    |

Legenda
| Recorde mundial       | Recorde mundial (World record)               |                       | Recorde africano                      | Recorde africano (African) |                                           | Q | Classificado por posição (Qualified) |
| Recorde do campeonato | Recorde do campeonato (Championship record)  | Recorde da América    | Recorde da América (Americas)         | q                          | Classificado por melhor tempo (Qualified) |   |                                      |
| Melhor marca do ano   | Melhor marca do ano (World leading)          | Recorde asiático      | Recorde asiático (Asian)              | DNS                        | Não largou (Did not start)                |   |                                      |
| Recorde nacional      | Recorde nacional (National record)           | Recorde europeu       | Recorde europeu (European)            | DNF                        | Não terminou (Did not finish)             |   |                                      |
| Recorde pessoal       | Recorde pessoal do atleta (Personal best)    | Recorde da Oceania    | Recorde da Oceania (Oceania)          | DSQ / DQ                   | Desclassificado (Disqualified)            |   |                                      |
| Recorde da temporada  | Recorde da temporada do atleta (Season best) | Recorde sul-americano | Recorde sul-americano (South America) | NM                         | Sem marca (No mark)                       |   |                                      |